# Keetmanshoop Urbano
Il distretto elettorale di Keetmanshoop Urbano è un distretto elettorale della Namibia situato nella regione di ǁKaras con 19.447 abitanti al censimento del 2011. Comprende la città di Keetmanshoop.